# كايوكو أوكوبو
كايوكو أوكوبو (باليابانية: 大久保佳代子؛ بالكانا: おおくぼ かよこ) هي ممثلة هزلية ‏ وممثلة يابانية، ولدت في 12 مايو 1971 في تاهارا في اليابان.

## وصلات خارجية
- الموقع الرسمي
- كايوكو أوكوبو على موقع IMDb (الإنجليزية)
- كايوكو أوكوبو على موقع قاعدة بيانات الفيلم (الإنجليزية)